# Chelonus minimus
Chelonus minimus är en stekelart som beskrevs av Cresson 1872. Chelonus minimus ingår i släktet Chelonus och familjen bracksteklar. Inga underarter finns listade i Catalogue of Life.